# Grupo Hotusa

Grupo Hotusa é um grupo internacional espanhol composto por várias empresas relacionadas com diferentes áreas do sector turístico. Tem sua origem na cadeina de hotéis independentes Hotusa Hotels, fundada em Barcelona em 1977 por Amancio López Seijas, atual presidente do grupo.
A organização, com mais de 45 anos de experiência , engloba na sua estrutura três unidades de negócio: a de serviços hoteleiros, representada pela Keytel, a de distribuição, que opera como Restel e o área de exploração hoteleira, Eurostars Hotel Company, que agrupa as marcas Eurostars Hotels, Áurea Hotels, Exe Hotels, Ikonik Hotels, Crisol Hotels e Tandem Suites.

## Estrutura da organização

### Keytel: área de serviços a hotéis
Keytel é o resultado da fusão de Hotusa Hotels e Keytel, as duas empresas de serviços a hotéis de Grupo Hotusa, que se fez efectiva o 1 de janeiro de 2022. Ambas companhias levam mais de 40 anos oferecendo serviços a seus estabelecimentos associados e sua união converte a Keytel na primeira aliança de hotéis independentes do mundo com um portfolio a mais de 3.000 hotéis associados e 291.000 habitações em 80 países.
A companhia define-se como uma organização especializada em aceleração de processos de transformação hoteleira, combinando consultoria, serviços e ferramentas tecnológicas para incrementar a velocidade de transformação e crescimento de seus hotéis associados. Keytel tem como objectivo facilitar  todas as ferramentas necessárias aos hotéis independentes para que possam competir em igualdade de condições com as grandes correntes hoteleiras a nível internacional.

### Restel: área de distribuição
Restel é uma das maiores centrais de reserva hoteleiras do mundo, reconhecida por seu amplo portfolio de produto e seu carácter inovador no desenvolvimento de ferramentas tecnológicas in-house. Baixo sua organização integram-se Restel Hotels, uma plataforma de distribuição de alojamento hoteleiro, e Restel Travel, a ferramenta de agregação e distribuição de alojamento e serviços turísticos. . A companhia destaca por seu carácter inovador no desenvolvimento de ferramentas tecnológicas. Baixo esta organização integram-se Restel Hotels, uma plataforma de distribuição de alojamento hoteleiro, e Restel Travel, a ferramenta de agregação e distribuição de alojamento e serviços turísticos.
Restel distribui a mais de 125.000 alojamentos em todo mundo e gera um volume superior aos 4 milhões de reservas ao ano. Acedem a seu portfolio através da extranet mais de 15.000 agentes de viagem e mediante API conta com mais de 1.000 partners: os principais tour operadores e OTAS a nível mundial.

### Eurostars Hotel Company: área hoteleira
Eurostars Hotel Company é o área de exploração do Grupo Hotusa. Conta com 250 hotéis em 19 países de Europa e América, e encontra-se em pleno processo de expansão internacional.
A corrente agrupa uma colecção de estabelecimentos que inclui desde pequenos e médios estabelecimentos, localizados em núcleos urbanos e orientados ao cliente turístico, até hotéis pensados para satisfazer as demandas do cliente corporativo mais exigente nas principais capitais.
Baixo o paraguas de Eurostars Hotel Company comercializam-se 6 marcas diferenciadas: Eurostars Hotels, Áurea Hotels, Exe Hotels, Ikonik Hotels, Crisol Hotels e Tandem Suites.